# یواس‌اس تالمن (دی‌ام-۲۸)

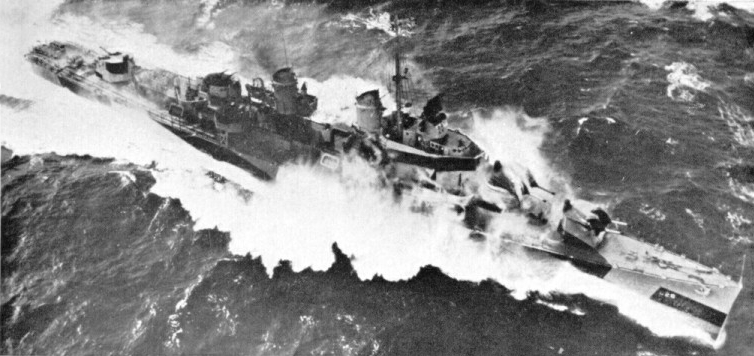

یواس‌اس تالمن (دی‌ام-۲۸) (به انگلیسی: USS Tolman (DM-28)) یک کشتی بود که طول آن ۳۷۶ فوت ۶ اینچ (۱۱۴٫۷۶ متر) بود. این کشتی در سال ۱۹۴۴ ساخته شد.